# Destiny Street
Destiny Street — второй и последний альбом нью-йоркской панк-рок-группы Richard Hell & The Voidoids, выпущен в 1982 году лейблом Red Star Records, а в 1995 году переиздан на CD Razor & Tie.

## Об альбоме
Хотя первый альбом группы был выпущен ещё в 1977 году, в дальнейшем внутренние противоречия и сильная наркозависимость всех членов The Voidoids послужили причиной затяжного кризиса в группе. К записи альбома среди участников записи первого альбома в группе остались только Ричард Хэлл и гитарист Роберт Куин. Тем не менее, первый трек альбома выходил синглом (в другой версии) ещё в 1979 году, а среди авторов песни «Ignore That Door» значится участник первого состава Voidoids Айвен Джулиан. Три песни на диске являются кавер-версиями — The Kinks, Боба Дилана и Them.

## Список композиций
1. «The Kid With the Replaceable Head» — 2:24 (Ричард Хэлл)
2. «You Gotta Move» — 2:36 (Рей Дэвис)
3. «Going, Going, Gone[англ.]» — 2:34 (Боб Дилан)
4. «Lowest Common Dominator» — 2:23 (Ричард Хэлл)
5. «Downtown at Dawn» — 5:59 (Ричард Хэлл)
6. «Time» — 3:33 (Ричард Хэлл)
7. «I Can Only Give You Everything» — 3:57 (Фил Култер[англ.], Томми Скотт)
8. «Ignore That Door» — 3:13 (Ричард Хэлл, Айвен Джулиан[англ.], Роберт Куин[англ.])
9. «Staring in Her Eyes» — 4:20 (Ричард Хэлл)
10. «Destiny Street» — 4:40 (Ричард Хэлл, Фрэд Махер[англ.], Наукс, Роберт Куин)

## Участники записи
- Ричард Хэлл — вокал, бас-гитара
- Роберт Куин — соло-гитара
- Наукс (Хуан Масиель) — гитара
- Фрэд Махер[англ.] — ударные